# .br
.brは、国別コードトップレベルドメイン(ccTLD)の一つで、ブラジルに割り当てられている。
2005年までは、Comitê Gestor da Internet no Brasilによって管理されていたが、現在はNúcleo de Informação e Coordenação do Ponto brによって管理されている。

## 概要
どのドメインも登録するためには、ブラジル国内に連絡先を用意する必要がある。ドメイン名は、ポルトガル語の文字も認められている。大学以外は、第二レベルに直接登録することはできず、分類用ドメイン下で登録する必要がある。たとえば、site.art.brは、芸術（音楽や民間伝承など）用のカテゴリで、othersite.org.brは、非政府組織用のカテゴリである。教育機関は、.edu.brも認められているが、.com.brを使用しているところもいくつかある。また一部例外だが、2000年までに登録していたところには、直接第二レベルでの登録を認められているところがある。2007年2月現在、殆どのドメイン登録はカテゴリを無視して、.com.br下で行われており、.com.brの占める割合は90%を超えている。

## サブドメイン
- ADM.BR - 管理者
- ADV.BR - 弁護士
- AGR.BR - 農業関連の会社やウェブサイト
- AM.BR - ブラジル通信省から免許を交付されたAMラジオ局
- ARQ.BR - 建築
- ART.BR - 芸術（音楽やブラジルの民間伝承など）
- ATO.BR - 俳優
- BIO.BR - 生物学者
- BLOG.BR - ブログ
- BMD.BR - Biomedics
- CIM.BR - 仲介業者
- CNG.BR - 美術デザイナー
- CNT.BR - 会計士
- COM.BR - 一般的な商業的サイト
- COOP.BR - 協同組合
- ECN.BR - 経済
- EDU.BR - 高等教育機関
- ENG.BR - エンジニア
- ESP.BR - スポーツ
- ETC.BR - その他
- ETI.BR - IT専門家
- FAR.BR - 薬局・薬店
- FLOG.BR - 画像ブログ
- FM.BR - ブラジル通信省から免許を交付されたFMラジオ局
- FND.BR - Phonoaudiologists
- FOT.BR - 写真家
- FST.BR - 理学療法士
- G12.BR - K12教育機関
- GGF.BR - 地理学者
- GOV.BR - 政府機関
- IMB.BR - 不動産
- IND.BR - 産業
- INF.BR - メディアと情報
- JOR.BR - ジャーナリスト
- LEL.BR - 競売人
- MAT.BR - 数学者と統計学者
- MED.BR - 医者
- MIL.BR - ブラジル軍
- MUS.BR - 音楽家
- NET.BR - インターネットプロバイダ
- NOM.BR - 個人
- NOT.BR - 公証人
- NTR.BR - 栄養学者
- ODO.BR - 歯科医
- ORG.BR - 非営利・非政府組織
- PPG.BR - 広告業者と市場
- PRO.BR - 教師
- PSC.BR - 心理学者
- PSI.BR - オンラインサービスプロバイダ
- QSL.BR - アマチュア無線
- REC.BR - レクリエーション活動、エンターテイメント、レジャー、ゲームなど
- SLG.BR - 社会学者
- SRV.BR - サービスプロバイダ
- TMP.BR - フェアや展示などの、短期のイベント
- TRD.BR - 翻訳家
- TUR.BR - 旅行
- TV.BR - ブラジル通信省から免許を交付されたテレビ局
- VET.BR - 獣医
- VLOG.BR - 映像ブログ
- WIKI.BR - Wiki
- ZLG.BR - 動物学者